# Storsjöpokalen
Storsjöpokalen är ett travlopp för varmblod som körs på Östersundstravet varje år i juni. Loppet körs under samma tävlingsdag som Jämtlands Stora Pris. Loppets distans har varierat under åren, men körs sedan 2017 över distansen 1 640 meter med autostart. Förstapris i loppet är 150 000 kronor.

## Segrare
| År   | Häst               | Kusk               | Tränare           | Tid     | Odds  | Tvåa               | Trea               |
| ---- | ------------------ | ------------------ | ----------------- | ------- | ----- | ------------------ | ------------------ |
| 2024 | Riet Hazelaar      | Daniel Wäjersten   | Daniel Wäjersten  | 1.11,4  | 5.79  | Zeudi Amg          | Parveny            |
| 2023 | L.L.Royal          | Rikard N. Skoglund | Robert Bergh      | 1.11,6  | 10.82 | Kagan              | Huddlestone        |
| 2022 | Hector Sisu        | Mika Forss         | Petri Salmela     | 1.11,6  | 11.43 | Gardner Shaw       | Global Bookmaker   |
| 2021 | Upstate Face       | Adrian Kolgjini    | Adrian Kolgjini   | 1.09,5  | 2.60  | Vikens High Yield  | Van Gogh Z.S.      |
| 2020 | Only One Winner    | Björn Goop         | Björn Goop        | 1.11,6  | 5.98  | Highspirit         | From the Mine      |
| 2019 | Eldorado B.        | Torbjörn Jansson   | Hans-Owe Sundberg | 1.10,5a | 4.18  | Weekend Fun        | Te Quiero Grif     |
| 2018 | Erik Sting         | Carl Johan Jepson  | Timo Nurmos       | 1.09,9a | 3.05  | Michelangelo Ås    | M.T.Insider        |
| 2017 | Queer Fish         | Erik Adielsson     | Magnus Träff      | 1.10,7a | 5.97  | Balfour            | Höwings Star       |
| 2016 | Sir Ratzeputz      | Erik Adielsson     | Timo Nurmos       | 1.10,0a | 2.48  | Ask for You        | Global Patriot     |
| 2015 | Oliver Kronos      | Björn Goop         | Ulf Stenströmer   | 1.11,9a | 3.90  | Highspeed Call     | Nimbus C.D.        |
| 2014 | Tresor d'Inverne   | Örjan Kihlström    | Robert Bergh      | 1.11,6a | 3.47  | Uhlan Noir         | Dragon Tooma       |
| 2013 | Mr Chicago         | Åke Svanstedt      | Åke Svanstedt     | 1.12,5a | 1.82  | Tidied Accelerator | Sundsvik Saigon    |
| 2012 | Mr Picolit         | Åke Svanstedt      | Åke Svanstedt     | 1.13,0a | 1.20  | Global Money       | Nantucket          |
| 2011 | Sanity             | Örjan Kihlström    | Malin Löfgren     | 1.12,6a | 4.59  | Monster Drive      | Lost Without You   |
| 2010 | Sharapova          | Björn Goop         | Olle Goop         | 1.13,3a | 9.74  | Rakas              | Rano               |
| 2009 | Khabibulin         | Per Linderoth      | Per Sundqvist     | 1.13,0a | 66.11 | Access Tooma       | Witness To History |
| 2008 | Fortune Access     | Örjan Kihlström    | Kari Lähdekorpi   | 1.13,3a | 2.91  | Turnaround         | Sven Erik Palema   |
| 2007 | Palermo Mail       | Örjan Kihlström    | Kari Lähdekorpi   | 1.12,5a | 3.81  | Whoisincharge      | Garantido          |
| 2006 | Tequilaracing Rose | Erik Adielsson     | Stig H. Johansson | 1.13,4a | 2.02  | Crowns Diamond     | Loke Patrol        |
| 2005 | Kipketer Zon       | Örjan Kihlström    | Lars Wikström     | 1.14,3a | 18.22 | Dimman             | Lucky Dream B.L.   |
| 2004 | Twostep            | Erik Adielsson     | Hans Adielsson    | 1.13,8a | 4.64  | T.B. Winner        | Maxi Kingsize      |
| 2003 | Confess Arnie      | Åke Lindblom       | Åke Lindblom      | 1.13,1a | 7.28  | Simb Moonzoom      | Sandy Sea          |
| 2002 | Cenit Guy          | Jens Laursen       | Jens Laursen      | 1.13,8a | 1.21  | Bellman Töll       | Arc Tribute        |
| 2001 | Hearth Boy Laday   | Stefan Edin        | Stefan Edin       | 1.13,8a | 2.61  | Alf Plomb          | Weah               |
| 2000 | Mr Claude          | Örjan Kihlström    | Petri Salmela     | 1.13,8a | 11.17 | Candle Lights      | Another Prophet    |